# Tephrosia lanata
Tephrosia lanata är en ärtväxtart som beskrevs av Martin Martens och Henri Guillaume Galeotti. Tephrosia lanata ingår i släktet Tephrosia och familjen ärtväxter. Inga underarter finns listade i Catalogue of Life.